# Santafox
Santafox™ — це проста в інсталяції та використанні система керування вмістом, яка, як стверджують самі розробники, — призначена для створення невеликих корпоративних сайтів.
Написана на мові програмування PHP з використанням бази даних MySQL. Розповсюджується за вільною ліцензією GNU GPL. У планах розробників додатково запропонувати користувачам і пропрієтарну ліцензію.
Сфера застосування — сайти-візитки, корпоративні сайти, каталоги продукції.
На даний час (27 квітня 2014) доступний для завантаження реліз 3.10 (utf-8).
З 31 травня[коли?] у новому форматі почала працювати українська локалізація системи, що забезпечуватиме користувачів якісною[слово-паразит] україномовною версією, підтримкою та документацією. Остання версія української локалізації — 2.06 (ревізія 114).

## Можливості
- шаблонна система виконана з врахуванням максимальної безпеки та зручності для розробника — у шаблоні повністю відсутній PHP-код;
- можливість створення необмеженої кількості сторінок, у тому числі — вкладених;
- миттєва публікація;
- візуальний редактор TinyMCE;
- кешування;
- простота встановлення, простота налаштувань, у тому числі — віддалене встановлення;
- підтримка вебстандартів (XHTML, CSS);
- підтримка RSS;
- базова кількість модулів: новини, коментарі, версія для друку, питання-відповідь, «хлібні крихти», карта сайту, меню, зворотний зв'язок, пошук, модуль для біржі посилань SAPE, довільний код, розсилка новин, каталог;
- необмежена кількість шаблонів — кожна сторінка сайту може мати власний шаблон;
- наявність ЛЗУ (людино-зрозумілий URL);
- СЕО-оптимізована система;
- українська та російська мови.

## Недоліки
- немає можливості редагувати шаблон безпосередньо в панелі адміністрування;
- невелика кількість готових модулів;
- недостатньо продумано та реалізовано розподіл прав адміністраторів;

### Приклади сайтів на Santafox
- Офіційний сайт Santafox [Архівовано 20 червня 2010 у Wayback Machine.]